# 比爾基塔·瓊斯多蒂爾
比爾基塔·瓊斯多蒂爾（1967年4月17日—），是冰島海盜黨政治人物、无政府主义者、詩人和活動家，現任冰岛议会西南選區議員。